# Santa Marinella
Santa Marinella is een gemeente in de Italiaanse provincie Rome (regio Latium) en telt 16.311 inwoners (31-12-2004). De oppervlakte bedraagt 49,2 km², de bevolkingsdichtheid is 304 inwoners per km².
De frazione Santa Severa maakt deel uit van de gemeente.

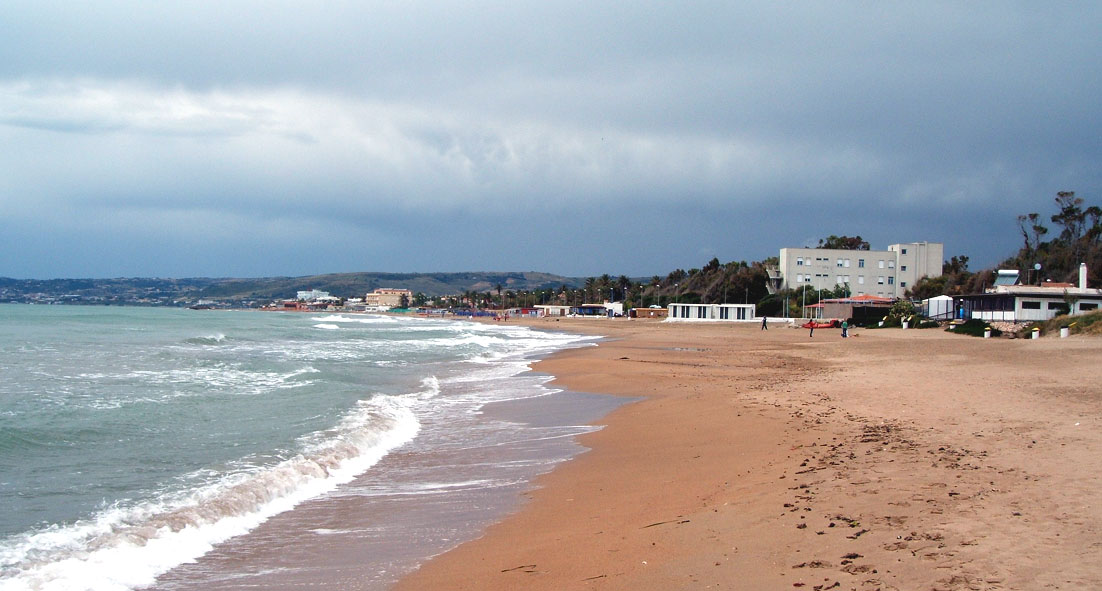
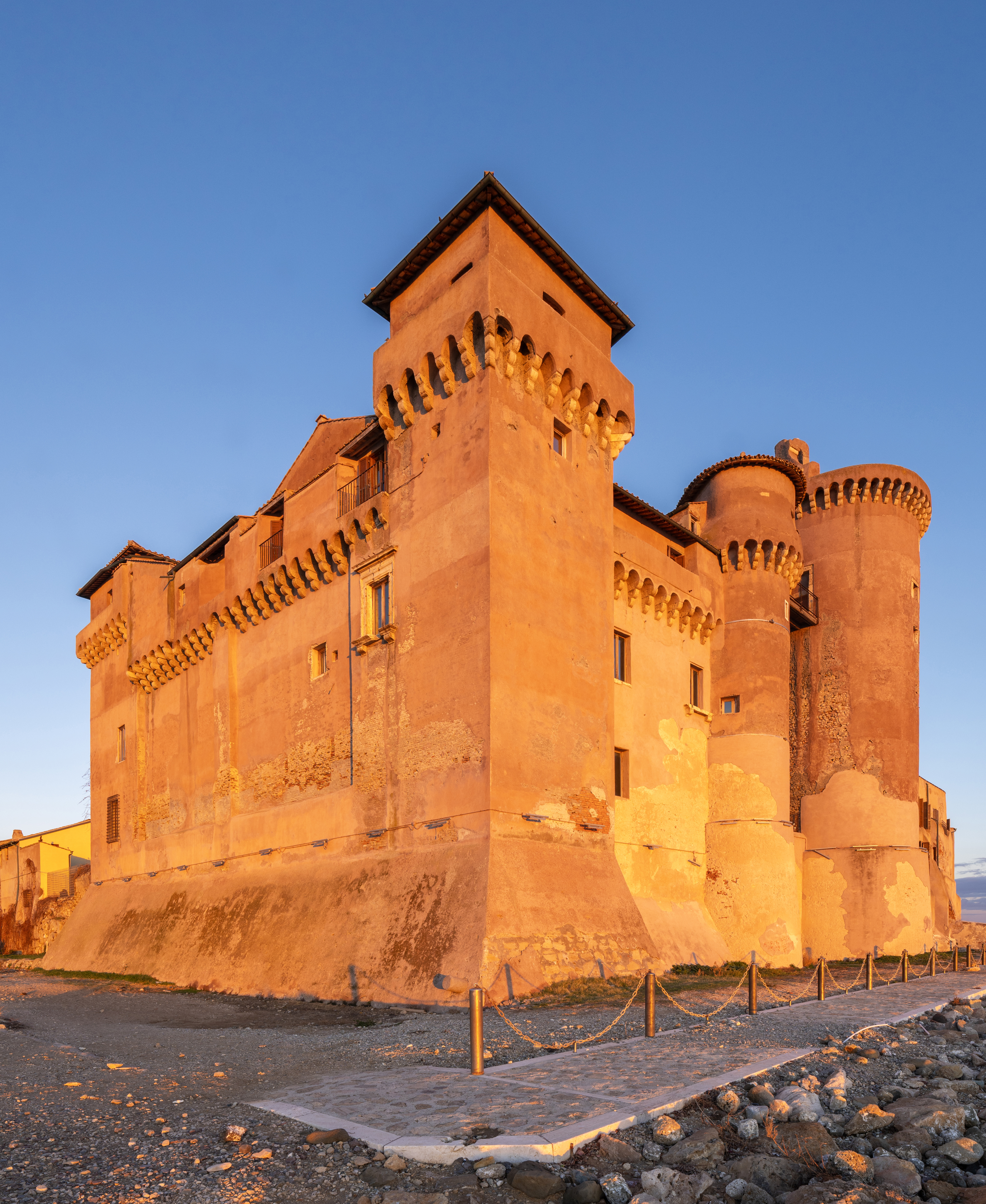

## Demografie
Santa Marinella telt ongeveer 7791 huishoudens. Het aantal inwoners steeg in de periode 1991-2001 met 26,5% volgens cijfers uit de tienjaarlijkse volkstellingen van ISTAT.
| Jaar | Inwoneraantal |
| ---- | ------------- |
| 1991 | 11.819        |
| 2001 | 14.951        |

## Geografie
De gemeente ligt op ongeveer 7 m boven zeeniveau.
Santa Marinella grenst aan de volgende gemeenten: Allumiere, Cerveteri, Civitavecchia, Tolfa.